# Schootnota
Een schootnota is, kort omschreven, een persoonlijk werkstuk waarin mogelijke denksporen zijn uitgewerkt die voor privaat gebruik bestemd zijn, maar niet direct de persoonlijke mening van de opsteller weergeven.

## Ontstaan van het begrip en voorbeelden
Jean-Luc Dehaene had een dergelijke nota in de wagen op zijn schoot liggen toen hij in het najaar 2007 ter consultatie in verband met de regeringsvorming ten paleize ontvangen werd door koning Albert II. Achteraf was Dehaene verbolgen doordat een fotograaf de notities publiek maakt. Achteraf speculeerde de omgeving over de vraag of de schootnota niet net de bedoeling had gelezen te worden. Quid?
In het najaar van 2007 konden fotografen ook de slordig op de schoot gelegen schootnota van Elio Di Rupo fotograferen bij het verlaten van het kasteel van Laken.

Op 1 februari 2011 was Di Rupo weer voorzien van een schootnota toen hij op weg was voor een onderhoud met Koning Albert II. In de nota met als titel: Een boodschap stond van op afstand te lezen dat hij zijn vroegere oproep om een regering van nationale eenheid wil herhalen aan de koning. In het begin van de tekst is het volgende te lezen: Mijn overtuiging is dat vroeg of laat alle democratische partijen rond de tafel moeten komen, gezien de hervorming die het noorden van het land wil doorvoeren, bepalend is voor de toekomst van het land. In de tekst stelt de PS-voorzitter verder nog dat de begroting 2011 voorgelegd moet worden in het parlement om het land niet nog meer te destabiliseren.
Begin juli 2015 toonde per ongeluk de Griekse minister van Financiën Euclides Tsakalotos zijn persoonlijke nota's zichtbaar aan de fotografen na een vergadering in Brussel. Er stond onder meer op geen triomfalisme te tonen na het Griekse referendum van 5 juli 2015.

## Verder gebruik van het begrip
Uitbreidend kreeg het begrip een meer algemene invulling. Bijvoorbeeld als je een denigrerende e-mail per ongeluk naar het voorwerp van je spot doorstuurt kan je altijd verontschuldigend meedelen dat het slechts een schootnota was.